# SATOR AREPO TENET OPERA ROTAS

Магічний квадрат з паліндромом Sator Arepo Tenet Opera Rotas

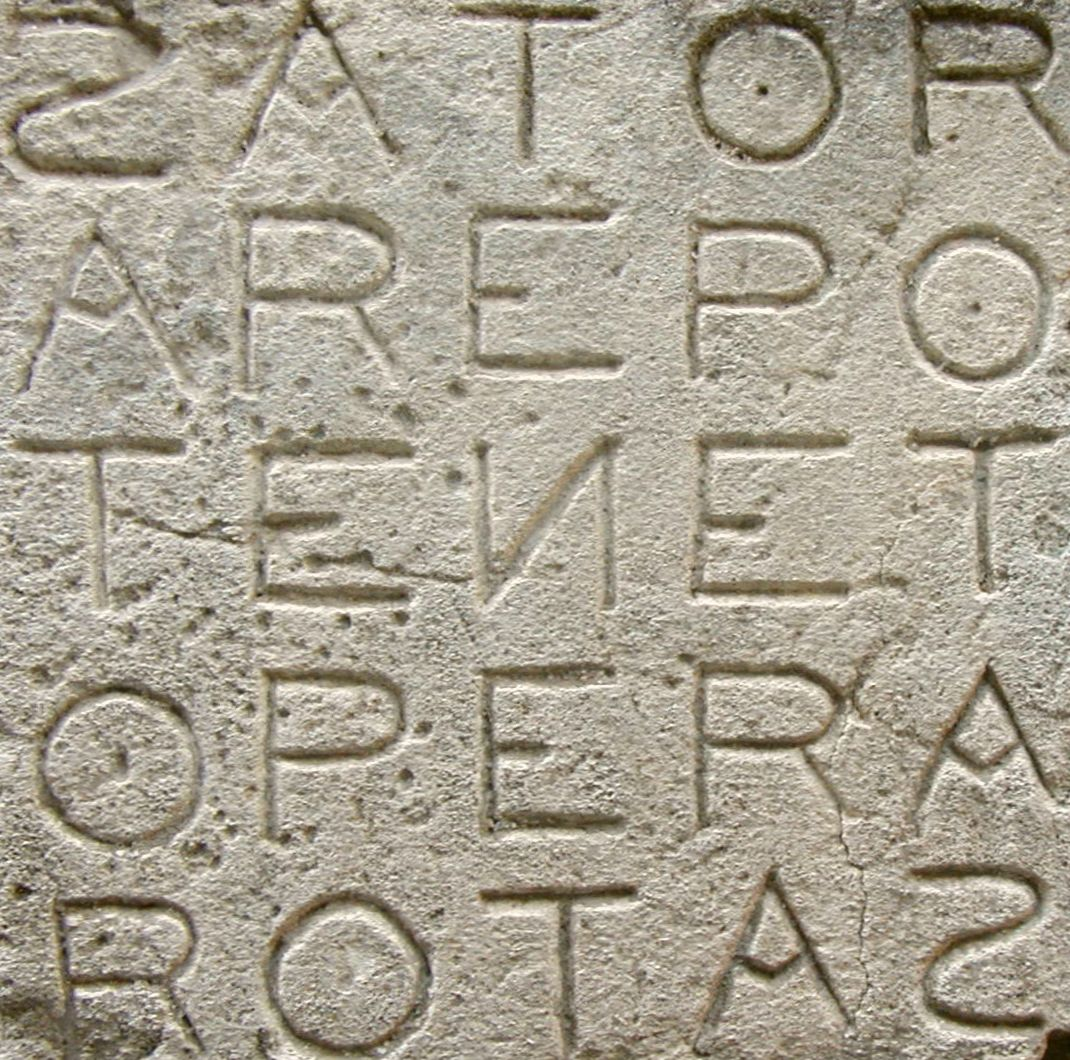
Фрагмент стіни старого міста комуни Опед (Oppède)

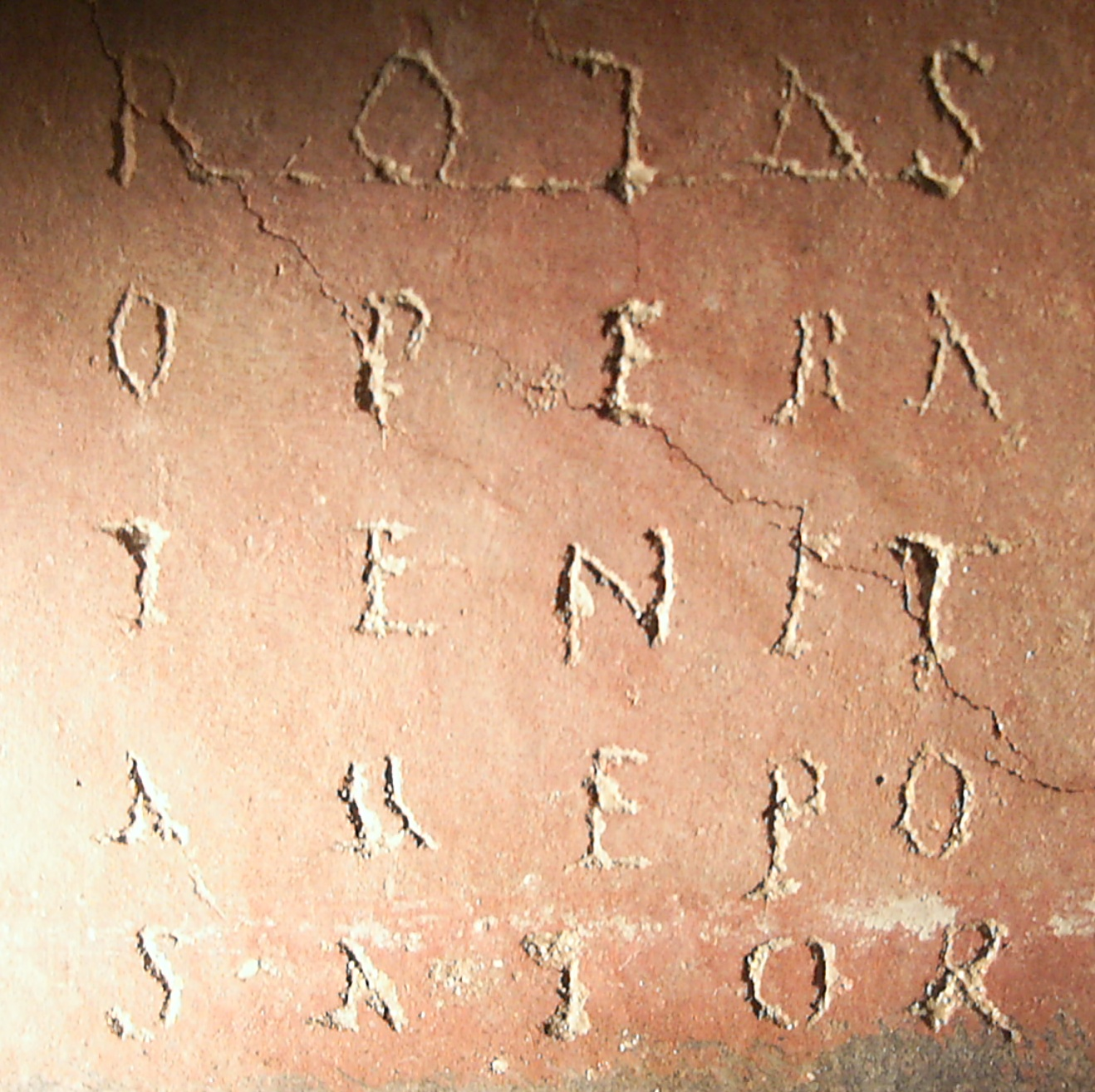
Зображення з розкопок давньоримського міста Кориніум

SATOR AREPO TENET OPERA ROTAS (укр. Посівач Арепо  тримає колеса в ділі) — відомий паліндром, буквосполучення, складене з латинських слів і зазвичай поміщене в квадрат таким чином, що слова читаються однаково справа наліво, зліва направо, зверху вниз і знизу вгору. Паліндром часто асоціювався з ранніми християнами і використовувався як талісман або заклинання: зокрема, в Британії його слова записували на паперову стрічку, яку потім обертали навколо шиї для захисту від хвороб. Фраза SATOR AREPO TENET також є прикладом бустрофедону — способом письма в пам'ятниках літератури, при якому рядки листа по черзі читаються зліва направо і справа наліво. Якщо вираз прочитати двічі в прямому і зворотному порядку, то слово TENET повториться.
Зображення паліндрома з часів Римської імперії збереглися на декількох архітектурних і літературних джерелах у різних частинах Західної Європи, а також Сирії та Єгипті. Найбільш ранні знахідки — два видряпані написи — були виявлені на руїнах давньоримського міста Помпеї, знищеного в результаті виверження вулкана Везувій в 79 р.